# 茂木优
茂木优（日语：／ Motegi Masaru，1950年4月23日—），日本男子摔跤运动员。他曾代表日本参加1974年、1978年和1982年亚洲运动会摔跤比赛，获得一枚金牌和一枚银牌。他也曾参加1976年夏季奥林匹克运动会。